# Дока Мадурейра
Франсишко Лима да Силва (на португалски: Francisco Lima Da Silva) е бразилски футболист, бивш състезател на Литекс Ловеч. В Родината си е по-популярен с псевдонима Дока Мадурейра (Doka Madureira), който означава Дока от град Мадурейра.

## Състезателна кариера
В края на ноември 2008 г. е тестван в контрола на Литекс и подписва тригодишен договор с тима от Ловеч, който влиза в сила от 1 януари 2009. Идва от третодивизионния бразилски Рио Бранко, а трансферната сума е половин милион евро.
Играл още за няколко бразилски клуба като Баия, Интернасионал, Гояш и Атлетико Паранаенсе. През 2006 година Мадурейра изкарва проби в сръбския гранд Партизан, но до трансфер не се стига. Официален дебют с оранжевия екип прави на 4 март 2009 г. в 1/4 финална среща от турнира за Купата на България в Несебър срещу местния Несебър, спечелен от Литекс с 1:5. Вторият гол отбелязва Дока, който е и негов първи с оранжевата фланелка. Да края на шампионат 2008/09 бразилеца е твърд титуляр. Взима участие и във финалната среща за Купата на България срещу Пирин Бл., в която отбелязва единия от головете и спомага за спечелването на трофея. През сезон 2009-10 става шампион на България, а в анкета проведена от „Асоциацията на българските футболисти“ е избран за подгласник на Футболист на футболистите. През следващия сезон 2010-11 вече е победител в анкетата  и за втори път шампион на страната. От юни 2011 притежава българско гражданство. На 24 юни същата година подписва за 3+1 години с турския Истанбул ББ за трансферната сума от 2 милиона евро.

## Семейство
Женен е за бившата състезателка по футбол и хандбал  Марсела Арайо  Двамата имат една дъщеря Мария-Валентина (род. декември 2010).

## Успехи
Литекс Ловеч
- Шампион (2): 2009/10, 2010/11
- Купа на България – 2009
- Суперкупа на България – 2010
- Футболист на футболистите – 2011
  - Подгласник – 2010